# گریت ایسترن لایف
گریت ایسترن لایف (انگلیسی: Great Eastern Life) شرکت خدمات مالی و بانکداری سنگاپوری است، که در سال ۱۹۰۸ تأسیس شد.